# شغب أورشليم عام 66
تشير أعمال الشغب التي وقعت في أورشليم عام 66 إلى الاضطرابات الهائلة في وسط مقاطعة يهودا الرومانية، والتي أصبحت حافزًا للثورة الكبرى في يهودا.

## الجدول الزمني
وفقًا يوسيفوس فلافيوس، بدأت أعمال العنف التي اندلعت في العام 66 في قيسارية ماريتيما، وقد أثارها اليونانيون في منزل أحد التجار وهم يضحيون بالطيور أمام كنيس محلي. لم تتدخل الحامية الرومانية هناك، وبالتالي فإن التوترات الدينية الهلنستية واليهودية القائمة منذ أمد طويل قد أخذت دوامة هبوطية. وكرد فعل، أوقف أحد كتبة المعبد اليهودي العازار بن حنانيا الصلوات والتضحيات للإمبراطور الروماني في المعبد.
انضمت الاحتجاجات، على فرض الضرائب، إلى قائمة المظالم والهجمات العشوائية على المواطنين الرومان و«الخونة» المشتبه بهم، والتي وقعت في أورشليم.[بحاجة لمصدر] وصل التوتر إلى نقطة الانهيار عندما أرسل الحاكم الروماني جيسيوس فلوروس القوات الرومانية لإزالة سبعة عشر طالنط من خزانة الهيكل، مدعيًا أن الأموال كانت مقابل ضرائب غير مدفوعة.
ردًا على هذا الإجراء، اضطربت مدينة أورشليم، وبدأ بعض السكان اليهود يسخرون علانية من فلوروس عبر تمرير سلة لجمع المال كما لو أن فلوروس كان فقيرًا. هاجم المشاغبون حاميةً وقتلوا الجنود. لم يساعد تدخل الحاكم السوري الذي تلا ذلك. كان رد فعل فلوروس على الاضطرابات هو إرسال جنود إلى أورشليم في اليوم التالي لمهاجمة المدينة واعتقال عدد من قادة المدينة، الذين تم فيما بعد جلدهم وصلبهم مع أن العديد منهم كانوا مواطنين رومانيين.

## العواقب
بعد فترة وجيزة، حملت الفصائل القومية اليهودية الغاضبة السلاح وتمكنت من اقتحام الحامية العسكرية الرومانية بأورشليم. في سبتمبر، استسلم الرومان في أورشليم وتم إعدامهم دون محاكمة. وفي الوقت نفسه، هاجم السكان اليونانيون في عاصمة يهودا، قيصرية، جيرانهم اليهود؛ رد اليهود بالمثل، وطردوا اليونانيين من يهودا والجليل والجولان. وخوفًا من الأسوأ، فر الملك أغريباس الثاني المؤيد للرومان وأخته برنيس من أورشليم إلى الجليل. انتقلت ميليشيات يهودا لاحقًا إلى المواطنين الرومانيين في يهودا والمسؤولين الموالين للرومان، حيث طهرت البلاد من أي رموز رومانية.